# Piet van den Broecke
Pieter (Piet)  van den Broecke (Amsterdam, 13 oktober, 1887 – 26 maart, 1980) was een Nederlands voetballer.
Piet van den Broecke speelde als aanvaller in het begin van de twintigste eeuw bij Ajax. Hij was afkomstig uit de gelederen van de club "Holland" uit de Spaarndammerbuurt. In 1908 fuseerde deze club met Ajax, en Piet van den Broecke werd zo speler van Ajax, evenals de twee gebroeders Seijlhouwer  en de vier gebroeders Pelser. Na de eerste promotie van de Amsterdamse club naar de hoogste divisie werd Piet van den Broecke de eerste topscorer van Ajax. Dit was in het seizoen 1911-1912, waar Ajax zich moeizaam wist te handhaven op het hoogste niveau. De eerste echte topscorer van Ajax scoorde in vijftien wedstrijden negen doelpunten.

## Statistieken
| Seizoen | Club | Land      | Competitie    | Wedstrijden | Doelpunten |
| ------- | ---- | --------- | ------------- | ----------- | ---------- |
| 1911/12 | Ajax | Nederland | Eerste Klasse | 15          | 9          |
| 1912/13 | Ajax | Nederland | Eerste Klasse | 5           | 0          |